# O Tempo (jornal)
O Tempo é um jornal diário de Minas Gerais, sediado em Contagem, na Região Metropolitana de Belo Horizonte.
Foi criado em 1996, e tem versões derivadas para Contagem, Betim e o bairro belorizontino da Pampulha. É publicação-irmã do tabloide Super Notícia.
É de propriedade da Sempre Editora, integrante do grupo SADA (transporte e logística, concessionárias automobilísticas, metalurgia, editorial e outros), cujo presidente é Vittorio Medioli,  empresário, escritor, político e filósofo italiano, naturalizado brasileiro em 1981, prefeito da cidade de Betim de 2017 a 2020.
O Tempo se consolidou como o principal e o mais vendido jornal de Minas no segmento quality paper e figura entre os melhores do país graças ao seu compromisso com o leitor e à imparcialidade. Jornalismo profissional e de qualidade está no DNA e dita o caminho pela informação séria, objetiva e profissional do veículo.

## Histórico
O jornal O Tempo nasceu em formato standard e, em 2008, adotou o formatou tabloide, seguindo tendências internacionais. É o primeiro jornal mineiro a adotar páginas 100% coloridas e possui o maior parque gráfico de Minas Gerais.[carece de fontes?]
Segundo o balanço do Radar Aos Fatos de 26 de fevereiro de 2021, o jornal O Tempo e outros veículos de comunicação ajudaram a impulsionar desinformação sobre a pandemia de Covid-19 ao publicar entrevistas com médicos no YouTube defendendo drogas sem eficiência comprovada ou com críticas ao uso de máscaras.

## Prêmios
Prêmio ExxonMobil de Jornalismo (Esso)
- 1997: Esso de Fotografia, concedido a Isa Nigri, pela obra "Os momentos que se seguiram ao tiro que atingiu o cabo da PM em Valério dos dos Santos, durante a rebelião da Polícia Militar"[8]